# Maman de Praetere
"Maman" de Praetere is een gastpersonage uit de televisiereeks F.C. De Kampioenen. Maman werd in één aflevering gespeeld door Suzanne Juchtmans. In bijna alle afleveringen van reeks 17 is haar stem te horen, net als in één aflevering van reeks 14. De stem werd in reeks 14 ingesproken door Alice Toen. In één aflevering van reeks 16 komt "Maman" in beeld, vertolkt door Suzanne Juchtmans, die tevens in reeks 17 Mamans stem insprak.

## Personage
"Maman" was de moeder van Maurice de Praetere. Zij was een oude, hulpbehoevende vrouw.
In de beginperiode van de relatie van Pascale en Maurice zorgde maman vaak voor problemen. Maurice moest meerdere keren een afspraakje uitstellen omdat maman hem nodig had. Soms voor onbenullige zaken zoals een stukje van haar puzzel dat gevallen was.
In reeks 17 besloten Pascale en Maurice te gaan samenwonen. Maman zou oorspronkelijk naar een home gaan. Maurice zocht een home voor zijn moeder, met behulp van burgemeester Freddy Van Overloop. Balthazar Boma, die hoopte dat Pascale terug op hem zou vallen als Maurice geen home vond, zorgde ervoor dat maman helemaal onderaan de wachtlijst kwam te staan. Maurice omzeilde echter dit probleem en bracht zijn moeder mee. De twee woonden samen in bij Pascale. Maman maakte er gewoonte van om vanuit haar kamer via een intercominstallatie te roepen naar Maurice of Pascale in het café.
Tussen reeks 17 en reeks 18 stierf maman. Haar doodsoorzaak is onbekend. Ze werd gecremeerd. Haar urne staat op de schoornsteenmantel in de woonkamer van Pascale en Maurice. Toen ze nog maar juist overleden was nam Maurice de urne van Maman mee als hij op stap ging, naar de beenhouwer, bakker... Dit tot grote ergernis van Pascale. Uiteindelijk kon Pascale Maurice toch overtuigen om Maman thuis te laten. In reeks 21 wilde Maurice de as van maman uitstrooien in Lourdes. Haar as is zonder weten van Maurice tijdens de heenweg verloren gegaan door een barst in haar urne. In de stripreeks strooit Maurice de as van Maman uit op zee en valt overboord, en krijgt zo een verkoudheid .

## Uiterlijke kenmerken
- Grijs haar
- Chic gekleed

## Catch phrases
- "Maurice(ke)!"
- "Pascale!"
- "Ik zeg altijd..."

## Trivia
- Maman de Praetere is vergelijkbaar met het personage "Madame Fanny La Fan" uit 'Allo 'Allo!. Fanny was eveneens een bedlegerige oude vrouw, maar in tegenstelling tot Maman was Fanny veel meer te zien in de reeks.
- Actrice Suzanne Juchtmans zei in een interview dat ze het jammer vond dat Maman niet meer op de voorgrond was getreden. Ze had ook gehoopt dat Maman wat langer geleefd zou hebben.
- De urne waarin Mamans as bewaard wordt, werd eerder al gebruikt in aflevering 8 van Willy's en Marjetten voor de as van Madeleine, de vrouw van VJ Marcel.